# Chlmec
Chlmec (bis 1948 slowakisch Chlumec; ungarisch Helmecke) ist eine Gemeinde im Osten der Slowakei mit 589 Einwohnern (Stand: 31. Dezember 2024), die zum Okres Humenné, einem Kreis des Prešovský kraj, gehört. Sie ist Teil der traditionellen Landschaft Zemplín.

## Geographie
Die Gemeinde befindet sich unterhalb des Vihorlatgebirges, am Übergang vom westlichen Ausläufer Humenské vrchy in das eigentliche Gebirge weiter im Osten, am Bach Ptava, einem linksseitigen Zufluss des Laborec. Das Ortszentrum liegt auf einer Höhe von 234 m n.m. und ist sieben Kilometer von Humenné entfernt.
Nachbargemeinden sind Ptičie im Norden und Nordosten, Valaškovce (Militärgebiet) im Osten und Südosten, Porúbka im Süden, Oreské im Südwesten und Jasenov im Westen und Nordwesten.

## Geschichte
Chlmec wurde zum ersten Mal 1451 bei der Teilung der Güter des Geschlechts Drugeth als Helmecz schriftlich erwähnt. Im späten 16. Jahrhundert war es Besitz der Familie Szirmay, gefolgt von der Familie Dernáth im 18. sowie vom Geschlecht Andrássy im 19. Jahrhundert. 1556 wurden sechs Porta verzeichnet, 1715 gab es 13 verlassene und 13 bewohnte Haushalte. 1787 hatte die Ortschaft 25 Häuser und 210 Einwohner, 1828 zählte man 45 Häuser und 334 Einwohner, die als Fuhrleute, Holzfäller und Landwirte tätig waren. Von 1890 bis 1910 wanderten viele Einwohner aus.
Bis 1918 gehörte der im Komitat Semplin liegende Ort zum Königreich Ungarn und kam danach zur Tschechoslowakei beziehungsweise heute Slowakei. Nach 1918 waren die Einwohner weiterhin in traditionellen Tätigkeiten beschäftigt. Während des Zweiten Weltkriegs setzten NS-deutsche Truppen den Ort am 15. November 1944 wegen Partisanenunterstützung und deportierten einige Männer in Konzentrationslager. Nach dem Zweiten Weltkrieg wurde 1959 die örtliche Einheitliche landwirtschaftliche Genossenschaft (Abk. JRD) gegründet, ein Teil der Einwohner pendelte zur Arbeit nach Humenné, Strážske, Michalovce, Košice sowie Ostrava. 1953 musste Chlmec einen Teil des Gemeindegebiets an das Militärgebiet Valaškovce abtreten.

## Bevölkerung
| Jahr                | 1994 | 2004    | 2014    | 2024    |
| ------------------- | ---- | ------- | ------- | ------- |
| Anzahl der Personen | 545  | 564     | 568     | 589     |
| Unterschied         |      | +3,48 % | +0,70 % | +3,69 % |

| Jahr                | 2023 | 2024    |
| ------------------- | ---- | ------- |
| Anzahl der Personen | 584  | 589     |
| Unterschied         |      | +0,85 % |

Nach der Volkszählung 2011 wohnten in Chlmec 559 Einwohner, davon 547 Slowaken, neun Russinen und ein Ukrainer. Zwei Einwohner machten keine Angabe zur Ethnie.
521 Einwohner bekannten sich zur römisch-katholischen Kirche, 25 Einwohner zur griechisch-katholischen Kirche, fünf Einwohner zur orthodoxen Kirche und ein Einwohner zur Evangelischen Kirche A. B. Fünf Einwohner waren konfessionslos und bei zwei Einwohnern wurde die Konfession nicht ermittelt.

## Bauwerke und Denkmäler
- römisch-katholische Maria-Magdalena-Kirche im barock-klassizistischen Stil aus dem Jahr 1766, 1892 erneuert[6]
- Kapelle im neobarocken Stil aus dem Jahr 1863

## Verkehr
Nach Chlmec führt die Cesta III. triedy 3832 („Straße 3. Ordnung“) von Humenné heraus und weiter nach Porúbka. Ins bebaute Ortsgebiet zweigt die kurze Cesta III. triedy 3834 ab. Der nächste Bahnanschluss ist in Humenné an den Bahnstrecken Michaľany–Łupków und Humenné–Stakčín.